# Zakiya Bywaters
Zakiya Abeni Bywaters (* 24. Juli 1991 in Las Vegas, Nevada) ist eine US-amerikanische Fußballspielerin.

## Karriere

### Verein
Anfang 2013 wurde Bywaters beim College-Draft zur neugegründeten NWSL in der ersten Runde an Position eins von Chicago verpflichtet. Ihr Ligadebüt gab sie am 14. April 2013 gegen den Seattle Reign FC. Am 4. Mai 2013 erzielte sie gegen die Boston Breakers ihren ersten Treffer in der NWSL. Aufgrund einer zu Jahresbeginn 2015 nötigen Hüftoperation verpasste sie alle Spiele bis zum Saisonende, zudem wurde ihr Vertrag vor der Saison 2016 von den Red Stars nicht verlängert.

### Nationalmannschaft
Bywaters spielte international für die U-17, U-20 und U-23-Auswahlen der USA. Mit der US-amerikanischen U-20 nahm sie im Jahr 2010 an der Weltmeisterschaft in Deutschland teil und schied dort im Viertelfinale gegen die Nationalmannschaft Nigerias aus.